# Gueorgui Shpak
Gueorgui Ivánovich Shpak (Георгий Иванович Шпак) es un político y exmilitar ruso nacido en Asipóvichi (hoy Bielorrusia) el 8 de septiembre de 1943. Desde 1996 hasta septiembre de 2003 ocupó el cargo de comandante de las Tropas Aerotransportadas, siendo sustituido después por Aleksandr Kolmakov.
El 29 de marzo de 2004 fue elegido gobernador del óblast de Riazán por el partido Rodina.